# Журавиця
Журавиця (пол. Żurawica) — розташоване на Закерзонні село в Польщі, у гміні Журавиця Перемишльського повіту Підкарпатського воєводства,  за 7 км на північ від Перемишля.
Населення — 4961 особа (2011).

## Історія

Українська церква святої Параскеви у 1939 році. Не існує

- Існувало в XV ст. Невід'ємні частини села називаються Загуменки руські та Загуменки польські.
- Село вперше згадується під 1406 роком.[2]
- 1416 року шляхтичі Пйотр і Добєслав Одровонжі зі Спрови заснували римо-католицьку парафію в селі[3]
- Дідич Станіслав Оріховський у день одруження записав дружині Маґдалені Хелмській «оправу» на дідичних сільцях Баранчиці (під Самбором, нині Баранівці) і Журавиця.[4]
- 1834 року Леон Людвік Сапега придбав маєток у Журавиці Руській і Ляцькій з 3-ма фільварками.[5]
- Під час Листопадового чину базований у селі 9 полк піхоти склав присягу на вірність ЗУНР і під командою поручника Миколи Федюшка передислокувався в Перемишль.

У 1975—1998 роках село належало до Перемишльського воєводства.

## Відомі люди

### Народилися
- Домарадський Андрій Васильович — підполковник Армії УНР
- Юзеф Кухарський — футболіст, захисник.
- Мартин Русин — учений
- Іван Чорняк — ректор Львівської духовної семінарії (1944―1945), титулярний єпископ-помічник Львівської архієпархії підпільної УГКЦ.

### Пов'язані з селом
- Станіслав Оріховський — український священник РКЦ, письменник-полеміст, дідич села, помер тут.
- Фридерик Алембек — латинський парох (пробощ) у Журавиці (приблизно з 1621 року до 1672)[6]
- Кароль Францішек Корнякт — дідич, відновив римо-католицьку парафію в селі.[3]

## Демографія
Демографічна структура станом на 31 березня 2011 року:
|          | Загалом | Допрацездатний вік | Працездатний вік | Постпрацездатний вік |
| -------- | ------- | ------------------ | ---------------- | -------------------- |
| Чоловіки | 2450    | 512                | 1716             | 222                  |
| Жінки    | 2511    | 484                | 1537             | 490                  |
| Разом    | 4961    | 996                | 3253             | 712                  |